# Crécy-en-Brie
Cet article court présente un sujet plus développé dans : Crécy-la-Chapelle.
Crécy-en-Brie est une ancienne commune de Seine-et-Marne, en France, qui a fusionné le 1er octobre 1972 avec La Chapelle-sur-Crécy pour former la commune de Crécy-la-Chapelle.

## Démographie
| 1911  | 1921  | 1926  | 1931 | 1936 | 1946 | 1954  | 1962  | 1968  |
| ----- | ----- | ----- | ---- | ---- | ---- | ----- | ----- | ----- |
| 1 059 | 1 020 | 1 069 | 971  | 932  | 945  | 1 026 | 1 028 | 1 008 |